# Malá vodní elektrárna Albrechtice nad Orlicí
Malá vodní elektrárna Albrechtice nad Orlicí se nachází v Albrechticích nad Orlicí v Královéhradeckém kraji u levého břehu řeky Orlice. Byla postavena za první republiky v rámci přípravy Československa na vojenský konflikt. Jedná se o průtočnou příjezovou elektrárnu vybavenou třemi Francisovými turbínami.

## Historie
Výstavba elektrárny byla objednána Zemskou regulační komisí za první republiky jako energetická záloha pro případ války. Původně se na nákladech měly podílet Albrechtice a sousední město Týniště. Z tohoto plánu ale nakonec sešlo z obavy, že náklady na výstavbu nebudou uhrazeny výnosem elektrárny. Stavba jezu probíhala v letech 1922–1923. Výstavba samotné elektrárny poté probíhala v letech 1923–1925. Do provozu byla uvedena v roce 1925 se třemi Francisovými turbínami, které jsou v elektrárně zachované dodnes. Od té doby je elektrárna až na krátké přestávky stále v provozu. O provoz díla a distribuci vyrobené energie se původně mělo starat „Vodní družstvo“ zahrnující kromě Týniště a Albrechtic také další obce a města. Nakonec se ale k převzetí provozu zavázal Elektrárenský svaz v Hradci Králové, později měla provoz na starosti společnost Východočeská energetika. Elektrárnu zakoupil v první vlně kuponové privatizace v roce 1997 soukromý vlastník.
Původně byly součástí elektrárny také dva byty pro zaměstnance elektrárny.

## Technické parametry
Elektrárna využívá tři Francisovy turbíny, jejichž celková hltnost je 26,5 m³/s a průměrný průtok je 20 m³/s. Řeka má v těchto oblastech z hlediska průtoku vysoké výkyvy, a výkon elektrárny se tak v průběhu roku výrazně mění. Nejvyšší dosažitelný výkon činí 450 kW a minimální výkon je 60 kW. Generátory a transformátor byly vyměněny, turbíny jsou ovšem stále původní.

### Jez
Jez MVE je pohyblivý válcový dlouhý 28 m a vysoký 2,45 m.